# Ornithomya roubaudi
Ornithomya roubaudi är en tvåvingeart som beskrevs av Seguy 1938. Ornithomya roubaudi ingår i släktet Ornithomya och familjen lusflugor.
Artens utbredningsområde är Kongo. Inga underarter finns listade i Catalogue of Life.